# Championnat de France de football gaélique 2008
 (novembre 2024).
Si vous disposez d'ouvrages ou d'articles de référence ou si vous connaissez des sites web de qualité traitant du thème abordé ici, merci de compléter l'article en donnant les références utiles à sa vérifiabilité et en les liant à la section « Notes et références ».
 (novembre 2024).
La mise en forme du texte ne suit pas les recommandations de Wikipédia : il faut le « wikifier ».
Les points d'amélioration suivants sont les cas les plus fréquents. Le détail des points à revoir est peut-être précisé sur la page de discussion.
- Les titres sont pré-formatés par le logiciel. Ils ne sont ni en capitales, ni en gras.
- Le texte ne doit pas être écrit en capitales (les noms de famille non plus), ni en gras, ni en italique, ni en « petit »…
- Le gras n'est utilisé que pour surligner le titre de l'article dans l'introduction, une seule fois.
- L'italique est rarement utilisé : mots en langue étrangère, titres d'œuvres, noms de bateaux, etc.
- Les citations ne sont pas en italique mais en corps de texte normal. Elles sont entourées par des guillemets français : « et ».
- Les listes à puces sont à éviter, des paragraphes rédigés étant largement préférés. Les tableaux sont à réserver à la présentation de données structurées (résultats, etc.).
- Les appels de note de bas de page (petits chiffres en exposant, introduits par l'outil «  Source ») sont à placer entre la fin de phrase et le point final[comme ça].
- Les liens internes (vers d'autres articles de Wikipédia) sont à choisir avec parcimonie. Créez des liens vers des articles approfondissant le sujet. Les termes génériques sans rapport avec le sujet sont à éviter, ainsi que les répétitions de liens vers un même terme.
- Les liens externes sont à placer uniquement dans une section « Liens externes », à la fin de l'article. Ces liens sont à choisir avec parcimonie suivant les règles définies. Si un lien sert de source à l'article, son insertion dans le texte est à faire par les notes de bas de page.
- La présentation des références doit suivre les conventions bibliographiques. Il est recommandé d'utiliser les modèles {{Ouvrage}}, {{Chapitre}}, {{Article}}, {{Lien web}} et/ou {{Bibliographie}}. Le mode d'édition visuel peut mettre en forme automatiquement les références.
- Insérer une infobox (cadre d'informations à droite) n'est pas obligatoire pour parachever la mise en page.

Pour une aide détaillée, merci de consulter Aide:Wikification.
Si vous pensez que ces points ont été résolus, vous pouvez retirer ce bandeau et améliorer la mise en forme d'un autre article.
Navigation
Édition précédente Édition suivante
Le championnat de France de football gaélique 2008 s'est déroulé du 29 mars 2008 au 21 juin 2008, à travers trois tournois organisés par les équipes de Rennes, Guernesey et Paris.
Neuf équipes ont pris part à ce championnat.
À l'issue de cette compétition, les clubs des Paris Gaels et de Rennes Ar Gwazi Gouez se sont qualifiés pour l'Euroligue 2008.

## Les clubs engagés dans la compétition
| Guernsey Gaels | Jersey Irish | NEC Football Gaélique Nantes | Paris Gaels A | Paris Gaels B | Rennes Ar Gwazi Gouez | EG Haute-Bretagne Liffré | Rennes Ar Gwazi Gouez B | Guernsey Gaels B |

## Première manche –  Tournoi de Rennes – 29 mars 2008
Les résultats sont les suivants :

### Matchs de poule
Liffré 3-3 (12) Nantes 1-0 (03)

Rennes 1-2 (05) Paris Gaels A 2-4 (10)

Nantes 1-3 (06) Rennes B/Paris Gaels B 0-2 (02)

Rennes 3-1 (10) Liffré 2-3 (09)

Rennes B/Paris Gaels B 0-0 (00) Paris Gaels A 4-3 (15)

Nantes 0-0 (00) Rennes 3-4 (13)

Paris Gaels A 0-4 (04) Liffré 0-1 (01)

Rennes 5-3 (18)  Rennes B/Paris Gaels B 0-0 (00)

Paris Gaels A 0-4 (04) Nantes 0-1 (01)

Liffré 5-4 (19) Rennes B/Paris Gaels B 0-0 (00)
| Rang | Équipe                 | + / - | Points |
| ---- | ---------------------- | ----- | ------ |
| 1    | Paris Gaels A          | +26   | 8      |
| 2    | Rennes                 | +29   | 6      |
| 3    | Liffré                 | +24   | 4      |
| 4    | Nantes                 | −21   | 2      |
| 5    | Rennes B/Paris Gaels B | −56   | 0      |

### Finale
Paris Gaels A 1-8 (11) Rennes 1-3 (06)

### Classement final du Tournoi
Les équipes B de Paris et Rennes ayant fusionné, les points acquis lors de ce tournoi sont partagés entre ces deux équipes.

.
| Rang | Équipe                 | Points               |
| ---- | ---------------------- | -------------------- |
| 1    | Paris Gaels A          | 25                   |
| 2    | Rennes                 | 20                   |
| 3    | Liffré                 | 16                   |
| 4    | Nantes                 | 13                   |
| 5    | Rennes B/Paris Gaels B | 10 (5 points chacun) |

## Deuxième manche –  Tournoi de Guernsey – 3 mai 2008
Quatre équipes concernées par la qualification en Euroligue se sont retrouvées à Guernsey dans un tournoi ouvert à d’autres équipes irlandaises. Ce tournoi traditionnel existe depuis une dizaine d’années et se joue à sept contre sept. C’est sur cette formule que s’est greffé la deuxième manche du championnat de France de football gaélique 2008. L’attribution des points de qualification ne concernait que les équipes de Guernesey, Rennes et Paris.

### Matchs de poule
Paris Gaels 2-5 (11)  Rennes 2-2 (08)

AIB 5-4 (19) Rathdowney 0-1 (01)

Guernsey Gaels A 1-7 (10) Rennes 0-3 (03)

Guernsey Gaels B 2-5 (11) Rathdowney 0-2 (02)

Guernsey Gaels A 1-7 (10) Paris Gaels 0-2 (02) 

AIB 6-6 (24) Guernsey Gaels B 1-2 (05)

Paris Gaels 0-2 (02) AIB 6-6 (24)

Rennes 4-4 (16)  Rathdowney 1-3 (06)

Guernsey Gaels A 4-10 (22) Guernsey Gaels B 0-1 (01)

Paris Gaels 1-6 (09) Rathdowney 0-2 (02)

Guernsey Gaels A 0-3 (03) AIB 3-7 (16)

Guernsey Gaels B 1-3 (06) Rennes 5-3 (18)

AIB 5-5 (20) Rennes 4-2 (14)

Guernsey Gaels A 6-6 (24) Rathdowney 2-1 (07)

Guernsey Gaels B 1-1 (04) Paris Gaels 3-5 (14)
| Rang | Équipe           | + / - | Points |
| ---- | ---------------- | ----- | ------ |
| 1    | AIB              | +80   | 10     |
| 2    | Guernsey Gaels A | +40   | 8      |
| 3    | Paris Gaels      | −10   | 6      |
| 4    | Rennes           | +6    | 4      |
| 5    | Guernsey Gaels B | −53   | 2      |
| 4    | Rathdowney       | −61   | 0      |

### Phase finale
Match pour la troisième place : Paris Gaels 2-3 (09)  Rennes 2-2 (08)
Finale : AIB 2-6 (12) Guernsey Gaels A 2-10 (16) 

### Classement final du Tournoi
| Rang | Équipe           | Points |
| ---- | ---------------- | ------ |
| 1    | Guernsey Gaels A | 25     |
| 2    | AIB              | -      |
| 3    | Paris Gaels      | 20     |
| 4    | Rennes           | 16     |
| 5    | Guernsey Gaels B | 13     |
| 6    | Rathdowney       | -      |

## Troisième manche –  Tournoi de Paris – 21 juin 2008

### Matchs de poule
Paris Gaels A 4-7 (19)  Paris Gaels B1-1 (04) 

Liffré 0-7 (07) Rennes 2-4 (10)

Paris Gaels B 0-2 Jersey/Guernsey 3-7 (16)

Liffré 0-2 (02) Paris Gaels A 7-4 (25)

Jersey/Guernsey 2-5 (11) Rennes 3-5 (14)

Paris Gaels B 0-6 (06)  Liffré 0-6 (06) 

Rennes 2-3 (09) Paris Gaels A 1-4 (07) 

Liffré 0-7 (07) Jersey/Guernsey 5-4 (19)

Rennes 2-4 (10)  Paris Gaels B 0-4 (04) 

Paris Gaels A 1-9 (12)  Jersey/Guernsey 1-2 (05)
| Rang | Équipe         | + / - | Points |
| ---- | -------------- | ----- | ------ |
| 1    | Rennes         | +14   | 8      |
| 2    | Paris Gaels A  | +43   | 6      |
| 3    | Jersey/Guerney | +16   | 4      |
| 4    | Paris Gaels B  | −35   | 1      |
| 5    | Liffré         | −38   | 1      |

### Finale
Paris Gaels A 2-5 (11)  Rennes 0-7 (07)

### Classement final du Tournoi
| Rang | Équipe          | Points |
| ---- | --------------- | ------ |
| 1    | Paris Gaels A   | 25     |
| 2    | Rennes          | 20     |
| 3    | Jersey/Guernsey | 16     |
| 4    | Paris Gaels B   | 13     |
| 5    | Liffré          | 10     |

## Classement final du Championnat de France 2008 de Football Gaélique
| Rang | Équipe           | REN | GUE | PAR | Total |
| ---- | ---------------- | --- | --- | --- | ----- |
| 1    | Paris Gaels A    | 25  | 20  | 25  | 70    |
| 2    | Rennes           | 20  | 16  | 20  | 56    |
| 3    | Guernsey Gaels A | -   | 25  | 16  | 41    |
| 4    | US Liffré        | 16  | -   | 10  | 26    |
| 5    | Paris Gaels B    | 5   | -   | 13  | 18    |
| 6    | Nantes           | 13  | -   | -   | 13    |
| 7    | Guernsey Gaels B | -   | 13  | -   | 13    |
| 8    | Rennes B         | 5   | -   | -   | 5     |
| 9    | Jersey           | -   | -   | 0   | 0     |

Nantes termine devant Guernsey Gaels B grâce à une meilleure différence de buts. (−21 contre −53)